# スタッド・ジェルラン
スタッド・ドゥ・ジェルラン（Stade de Gerland）は、フランス、ローヌ＝アルプ地域圏、ローヌ県のリヨンにあるスタジアム。
老朽化しておりオリンピック・リヨンは2016年1月、新たに建設されたパルク・オリンピック・リヨンにホームを移転した。
1967年10月4日に歴史的記念物に登録されている。

## 歴史
1913年に着工。設計者はトニー・ガルニエが手掛けた。一時は第一次世界大戦で中断したが、1920年に完成。1984年のUEFA欧州選手権、1998年のFIFAワールドカップ・フランス大会や2007年のラグビーワールドカップの会場としても使用された。
1998年のFIFAワールドカップ・フランス大会で当時の日本代表として活躍した中山雅史がワールドカップで初めての日本人ゴールを記録した。2003年に開催されたFIFAコンフェデレーションズカップでは、カメルーン代表のMFでもあるマルク・ヴィヴィアン・フォエが試合中に倒れ、亡くなる悲劇の舞台にもなっている。

## 開催された主な大会
- 1998 FIFAワールドカップ

| 日付          | ホームチーム   | 結果 | アウェーチーム | ラウンド  |
| ------------- | -------------- | ---- | -------------- | --------- |
| 1998年6月13日 | 韓国           | 1-3  | メキシコ       | グループE |
| 1998年6月15日 | ルーマニア     | 1-0  | コロンビア     | グループG |
| 1998年6月21日 | アメリカ合衆国 | 1-2  | イラン         | グループF |
| 1998年6月24日 | フランス       | 2-1  | デンマーク     | グループC |
| 1998年6月26日 | 日本           | 1-2  | ジャマイカ     | グループH |
| 1998年7月4日  | ドイツ         | 0-3  | クロアチア     | 準々決勝  |

## 入場者数

### 最多入場者数
- 48,552 リヨン v ASサンテティエンヌ, 1980.09.09